# Winthemia speciosa
Winthemia speciosa là một loài ruồi trong họ Tachinidae.